# وقعة أقسو (717)
حدثت معركة أقسو بين جند الدولة الأموية وحلفائهم من التورجش والإمبراطورية التبتية ضد سلالة تانغ في الصين. في عام 717 بعد الميلاد، حاصر الأمويين، مسترشدين بحلفائهم من التورجش، بوات زون (أقسو) وداي دويك دوج (مقاطعة أوكتوربان) في منطقة أقسو في سنجان. لقد هاجمت قوات تانغ المدعومة من محمياتهم في المنطقة ودمرت قوات الأمويين المحاصرين وأجبرتهم على التراجع.

## الموقع
وقعت المعركة في مكان ما في منطقة سنجان بالقرب من حدود الصين الحديثة مع قيرغيزستان.

## الخلفية
كان أول لقاء بين سلالة تانغ الصينية والأمويين في 715 م عندما أُطيح بإخشيد، ملك وادي فرغانة، بمساعدة من الدولة الأموية وتنصيب الملك الجديد ألوتار على العرش. فر الملك المخلوع إلى كوتشا (مقر محمية أنشي)، وطلب التدخل الصيني. أرسل الصينيون 10,000 جندي تحت قيادة تشانغ شياو سونغ إلى فرغانة. لقد انتصر على ألوتار وقوة الاحتلال الأموية في نمنكان وأعاد تثبيت إخشيد على العرش. وفي عام 717 م هاجم الأمويين ما وراء النهر مرة أخرى على أمل الاستيلاء على أربع حاميات من أسرة تانغ في منطقة أنشي. استولت القوات الأموية الغازية على عدة حصون في فرغانة وسيطرت على فرغانة بالكامل. ثم استولى الأمويون على كاشغر ومضوا نحو أقسو.

## المعركة
في عام 717 م، حاصر الأمويون مع حلفائهم من التورجش والتبت مدينتين في منطقة أقسو التي كانت تحت الحماية الصينية. أرسل قائد حاميات أنشي الأربعة في آسيا الوسطى، تانغ جياهوي، جيشين: أحدهما يتكون من قوات تانغ غير النظامية بقيادة جياهوي نفسه والآخر يتألف من فرسان كارلوك بقيادة أشينا شين. في المعركة الناتجة، هُزم الجيش الأموي بشدة وأجبر على التراجع. تم أسر العديد من القوات الأموية ولكن تم إطلاق سراحهم بعد ذلك بعد أن دفعت الخلافة فدية بالذهب لإطلاق سراحهم.

## العواقب
نتيجة للمعركة، تم طرد الأمويين من شمال ما وراء النهر. استسلم التورجش إلى تانغ وهاجموا العرب فيما بعد في فرغانة. ومن أجل ولائهم، منح إمبراطور تانغ الألقاب الإمبراطورية على الخاقان التورجشي سولوك ومنحه مدينة Suyab. وبدعم صيني، شن التورجش هجمات عقابية على الأراضي الخاضعة للخلافة الأموية في النهاية وانتزعوا جميع فرغانة منهم باستثناء بعض الحصون.